# 藍公案
《蓝公案》，是中国清朝雍正年间漳州閩南人蓝鼎元（藍鹿洲）所著，又称《鹿洲公案》。全书共二十四篇。
是根据蓝鼎元自己在广东省普宁县、潮阳县作知县真实经历作的公案小说，以文言寫成。与其他说书艺人编订的公案小说不同，《蓝公案》有很大的史料价值，而情节曲折離奇，也不亚于那些公案小说。例如蓝鼎元設法向土豪紳士催收稅金米糧，安定了差役反叛之心、用計破獲了惡狀師、打擊邪教、捉拿海盜等，不僅是捉拿刑案兇犯，還紀錄了許多民情事略，比如當地奉祀三山國王等等。
与《包公案》、《施公案》并称「三公奇案」，即三大公案小说。